# The Spy Who Loved Me (roman)
The Spy Who Loved Me is het tiende boek uit de James Bondreeks, geschreven door Ian Fleming en uitgegeven in 1962.
De Nederlandse titel is De Spion Die Mij Beminde.

## Inhoud
Vivienne Michel, een Canadese schoonheid, raakt na een ongelukkige liefdesaffaire verzeild in een armoedig motel. Op een stormachtige avond dringen twee onguur uitziende types binnen, Sol Horror en Sluggsy Morant. Er duikt een Engelsman op, geheim agent 007, James Bond, die haar zou kunnen redden.

## Boek en film
The Spy Who Loved Me is ook de titel van de tiende James Bond-film, met Roger Moore als James Bond. Het verhaal van de film is echter niet gebaseerd op de roman van Ian Fleming. Fleming was zelf niet tevreden over dit boek en gaf alleen toestemming voor het gebruik van de titel bij een verfilming. Wel is opvallend dat de handlangerJaws stalen tanden heeft, terwijl in de oorspronkelijke gelijknamige roman een schurk genaamd Horror voorkwam, die stalen kronen droeg.